# La Cobranza
La Cobranza är en ort i Mexiko.   Den ligger i kommunen Santa María Huazolotitlán och delstaten Oaxaca, i den sydöstra delen av landet, 400 km söder om huvudstaden Mexico City. La Cobranza ligger 43 meter över havet och antalet invånare är 150.
Terrängen runt La Cobranza är platt åt sydväst, men åt nordost är den kuperad. Runt La Cobranza är det ganska glesbefolkat, med 26 invånare per kvadratkilometer. Närmaste större samhälle är Santiago Jamiltepec, 13,5 km nordost om La Cobranza. I omgivningarna runt La Cobranza växer i huvudsak lövfällande lövskog.